# 凱勒鎮區 (北達科他州伯克縣)
凱勒鎮區（英語：Keller Township）是位於美國北達科他州伯克縣的一個鎮區。

## 地方資料
凱勒鎮區的面積為93.36平方千米，當中陸地面積為92.72平方千米，而水域面積為0.64平方千米。根據2010年美國人口普查的數據，當地共有人口33人，而人口密度為每平方千米0.35人。